# Sätofta
Sätofta ist ein Ortsteil von Höör in der gleichnamigen Gemeinde der südschwedischen Provinz Skåne län beziehungsweise der historischen Provinz Schonen.
Es liegt gut zwei Kilometer südlich der Ortsmitte von Höör am See Östra Ringsjön (auch Sätoftasjön). Der Riksväg 23 von Malmö nach Oskarshamn führt westlich an Sätofta vorbei.
Vor 2015 war Sätofta ein eigenständiger Tätort mit zuletzt (2010) 1348 Einwohnern, bis es mit Höör über die dazwischen liegenden Wohngebiete Ekeborg und Ekbacken faktisch zusammenwuchs.